# 13 Pułk Piechoty Obrony Krajowej

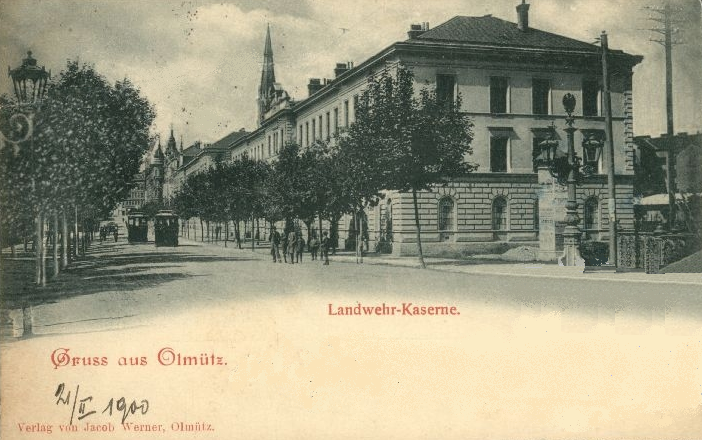
Koszary Obrony Krajowej w Ołomunicu w 1900 roku

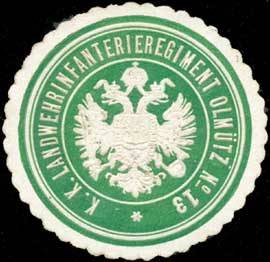
Pieczęć k.k. LIR. Olmütz Nr. 13

13 Pułk Piechoty Obrony Krajowej Ołomuniec (LIR. Olmütz Nr. 13) – pułk piechoty cesarsko-królewskiej Obrony Krajowej.

## Historia pułku
1 maja 1889 roku w Ołomuńcu został utworzony Morawski Pułk Obrony Krajowej Nr 13 (niem. Mährisches Landwehr-Infanterie-Regiment Nr. 13). Pułk powstał z połączenia trzech samodzielnych oddziałów:
- Batalionu Obrony Krajowej Ołomuniec Nr 15 (niem. Landwehr-Bataillon Olmütz Nr. 15) w Ołomuńcu,
- Batalionu Obrony Krajowej Šumperk Nr 16 (niem. Landwehr-Bataillon Schönberg Nr. 16) w Šumperku,
- Batalionu Obrony Krajowej Moravská Třebová Nr 19 (niem. Landwehr-Bataillon Mährisch Trübau Nr. 19) w Ołomuńcu.

Bataliony pozostały w swoich garnizonach, zachowały dotychczasową numerację i nazwy wyróżniające oraz autonomię w zakresie administracji i uzupełnień. Pułk podlegał brygadierowi Obrony Krajowej w Komendzie Obrony Krajowej w Krakowie, generałowi majorowi Theodorowi Neuwirth von Neufels.
W 1894 roku bataliony utraciły samodzielność pod względem administracji i uzupełnień na rzecz pułku, w skład którego wchodziły. Otrzymały również nowe numery: 1. batalion (eks-15), 2. batalion (eks-19) i 3. batalion (eks-16). Pułk zmienił nazwę wyróżniającą z „Morawski” na „Ołomuniec” (niem. Landwehr-Infanterie-Regiment Olmütz Nr. 13) i został włączony w skład Brygady Piechoty Obrony Krajowej w Krakowie.
W 1900 roku Brygada Piechoty Obrony Krajowej w Krakowie została włączona w skład Dywizji Obrony Krajowej w Krakowie. W następnym roku brygada została przemianowana na 92 Brygadę Piechoty Obrony Krajowej, a dywizja na 46 Dywizję Obrony Krajowej (od 1905 roku – 46 Dywizja Piechoty Obrony Krajowej).
Podporządkowanie pułku i jego dyslokacja nie ulgła zmianie do 1914 roku.
Okręg uzupełnień Obrony Krajowej Ołomuniec (niem. Olmütz) na terytorium 1 Korpusu.
Kolory pułkowe: trawiasty (grasgrün), guziki srebrne z numerem pułku „13”.
W lipcu 1914 roku skład narodowościowy pułku: 64% – Czesi, 30% – Niemcy.
W czasie I wojny światowej pułk walczył z Rosjanami w 1914 i 1915 roku w Galicji. Największe straty pułk poniósł w kwietniu i maju 1915 roku. Żołnierze pułku są pochowani m.in. na cmentarzach wojennych nr: 225 w Brzostku, 263 w Zaborowie, 282 w Wojniczu-Zamoście, 247 w Szczucinie oraz 271 w Biadolinach. W lipcu 1915 roku pułk brał udział w walkach na Lubelszczyźnie. Ponad 10 żołnierzy jednostki pochowano na cmentarzu rzymskokatolickim w Prawnie, kilkunastu w Strzeszkowicach Dużych.
11 kwietnia 1917 roku przemianowany na Pułk Strzelców Nr 13 (niem. Schützenregiment Nr. 13).

## Komendanci pułku
- ppłk / płk Józef Panatowski (1889[11]–1895 → komendant 4 Brygady Piechoty[12])
- płk Heinrich Siegler von Eberswald (1895[13]–1900 → szef Departamentu IVa w c. k. Ministerstwie Obrony Kraju[14])
- płk Karl von Plasche (1900[15]–1905 → stan spoczynku)
- płk Wladimir Janiczek (1905–1909)
- płk Joseph Poleschensky von Marchstrand (1909–1913 → komendant 32 Brygady Piechoty)
- płk Emil Wank (1913–1914[2])